# Cneu Domício Córbulo
Cneu Domício Córbulo ou Corbulão (em latim: Gnaeus Domitius Corbulo; c. 7 — 67) foi um general romano da gente Domícia nomeado cônsul sufecto em 39. A sua carreira militar de sucesso em conflitos contra tribos germânicas revoltosas, Arménia e Parta, contrasta com diversos bloqueios à sua carreira e serviço por emperadores tementes da sua popularidade, e o seu injusto fim às ordens de Nero. 
Dião Cássio descrevê-lo-ia no seu História de Roma: 
| “ | Assemelhava-se aos primeiros romanos na medida em que, além de vir de uma família brilhante e possuir grande vigor físico, era ademais dotado de uma inteligência arguta, e exibia grande coragem e grande lisura e boa-fé para com todos, tanto amigos quanto inimigos. | ” |

## História

Campanhas de Córbulo entre 58 e 60.

Campanhas de Córbulo entre 61 e 63.

Nasceu na Itália numa família de dignidade senatorial. Seu pai, com quem partilhava o nome, entrou no senado como um pretor no reinado do imperador Tibério (r. 14–37).
Córbulo era filho de Vistília, originária da Itália de uma família de status pretoriano. Vistília teve sete filhos com seis diferentes maridos, alguns deles personagens importantes no cenário político da época. Filhos como o notório delator Públio Suílio Rufo, os irmãos Quinto Pompônio Segundo e Públio Pompônio Segundo, cônsules em 41 e 44 respectivamente, e Milônia Cesônia, imperatriz-consorte do imperador Calígula.
Desconhecem-se os os primeiros anos da carreira de Córbulo, mas é certo que foi cônsul sufecto em 39 durante o reinado de seu cunhado Calígula (r. 37–41).
Depois do assassinato de Calígula, a carreira de Córbulo foi interrompida e só retomou em 47 quando o imperador Cláudio (r. 41–54) o promoveu a comandante dos exércitos na Germânia Inferior, cuja base era em Colônia Agripinense.
O novo posto era desafiador e Córbulo teve que lidar com grandes revoltas entre os povos germânicos dos queruscos e caúcos. Ele ordenou a construção de um canal ligando os rios Reno e Meuse. Partes desta obra, conhecida como Canal de Córbulo (Fossa Corbulonis), foram encontradas em escavações arqueológicas. Seu curso é idêntico ao Vliet, que conecta as cidades modernas de Leida (antiga Matilo) e Voorburgo (Fórum de Adriano; Forum Hadriani). Ao chegar à Germânia Inferior, Córbulo utilizou esquadrões do exército e da marinha para patrulhar o curso do Reno e o mar do Norte, acabando por expulsar os caúcos das províncias romanas. Além disto, também instituiu um rigoroso programa de treinamento para assegurar a efetivamente máxima das legiões romanas na região. Conta-se que ele executou dois legionários depois que eles foram pegos trabalhando na construção das fortificações de um acampamento sem estarem com suas espadas na cintura. Ele teria dito que eles "esperavam derrotar o inimigo com uma picareta".

## No oriente
Segundo Dião Cássio, Cláudio teme que Córbulo se distinga demais, tornando-o excessivamente poderoso, e ordena seu retorno a Roma. Dião relata que Córbulo terá comentado "quão felizes eram os que chefiavam exércitos nos velhos tempos", não impedidos de obter vitórias por necessidades políticas. 
Leal a Cláudio, ficará em Roma até 52, quando foi nomeado governador da província da Ásia. Depois da morte de Cláudio, em 54, o novo imperador, Nero, enviou-o para as províncias orientais para enfrentar o Reino da Armênia. Depois de alguma demora, ele finalmente partiu para a ofensiva em 58 e, reforçado por tropas vindas da Germânia, atacou Tiridates I, rei da Armênia e irmão de Vologases I. Artaxata e Tigranocerta foram capturadas por suas legiões (a III Gallica, a VI Ferrata e a X Fretensis) e o jovem Tigranes, que havia sido criado em Roma e era um obediente servo do governo romano, foi instalado como novo rei da Armênia.
Em 61, Tigranes invadiu Adiabena, um território do Reino Parta, e o conflito entre Roma e os partas parecia inevitável. Vologases, porém, achou por bem propor a paz. Concordou-se que tanto as tropas romanas quanto as partas deveriam deixar a Armênia, Tigranes seria deposto e Tiridates seria novamente reconhecido como rei. O governo romano não concordou com o acerto e Lúcio Cesênio Peto, legado imperial propretor da Capadócia, recebeu ordens de resolver a questão subjugando a Armênia.
A proteção da Síria durante o período tomou todo o tempo de Córbulo. Cesênio Peto, um comandante fraco e incapaz, que "desprezava a fama de Córbulo", sofreu uma dura derrota na Batalha de Randeia (62), na qual ele foi cercado, forçado a capitular e acabou entregando a Armênia aos partas. O comando das tropas foi novamente entregue a Córbulo. No ano seguinte, com um forte exército, ele atravessou o Eufrates, mas não chegou a enfrentar Tiridates, que lhe ofereceu a paz em troca de termos de submissão a Roma.
Em Randeia, Tiridates colocou seu diadema aos pés da estátua do imperador e prometeu não retomá-la a não ser pelas mãos de Nero em Roma. Tiridates visitaria uma Roma ainda marcada pelo grande incêndio de 64, e a sua re-coroação às mãos do imperador foi uma celebração de vitória na qual Córbulo seria honrado como herói de Roma, e na qual o também ovacionado Nero participaria como músico e cocheiro de bigas, para pasmo de Tiridates. A Nero, Tiridates diria "tendes em Córbulo um bom escravo".

### Últimos anos
A corte imperial de Nero foi marcada por numerosas conspirações pela ordem senatorial. Depois de dois fracassados complôs entre nobres e senadores — incluindo o genro de Córbulo, o senador Ânio Viniciano — para derrubar Nero em 62, o imperador passou a suspeitar de Córbulo e do apoio que ele recebia da população romana.
Nesta altura, um ambiente de paranóia pesava crescentemente sobre o palácio imperial. Em 65, após descobrir a conspiração de Pisão, Nero teria mandado o seu conselheiro Séneca suicidar-se, a par de muitos outros. Em 66, aquando a visita de Tiridates, Nero acusaria no Senado vários proeminentes como Quinto Bareia Sorano e Públio Trásea Peto de traição a Roma e à sua pessoa, votando o Senado por ele controlado várias sentenças de suicídio voluntário (liberum mortis arbitrium). Dando amplo uso às leis romanas contra lesa-majestade, levaria também o cônsul Marco Júlio Vestino Ático ao suicídio, por forma a esposar a sua mulher Estacília Messalina ele próprio.
Em 67, vários distúrbios irromperam na região da Judeia e Nero, depois de ordenar que Vespasiano tomasse o controle das forças romanas na região, convocou Córbulo e seus dois irmãos, que governavam a Germânia Superior e a Inferior, até a Grécia. Ao chegarem a Cencreia, porto de Corinto, os enviados de Nero ordenaram que Córbulo se suicidasse. Obediente, ele se lançou sobre sua própria espada dizendo "Axios!" ("[sou] digno!").
No ano seguinte, uma outra conspiração conseguiria de facto derrubar Nero, que seria votado pelo senado hostis publicus ("inimigo público"), e levado também ele ao suicídio.

## Obras
Córbulo escreveu um relato de suas experiências na Ásia, mas ele se perdeu.

## Casamento e filhos
Córbulo casou com Cássia Longina, uma romana de família senatorial, filha de Caio Cássio Longino (cônsul em 30) e de sua esposa, Júnia Lépida, uma trineta de Augusto. Eles tiveram duas filhas, Domícia, que se casou com o senador Ânio Viniciano, (que serviria sob o comando de seu sogro Córbulo na Guerra romano-parta de 58-63), e Domícia Longina, que se casou com o futuro imperador Domiciano e se tornou imperatriz.